# 15.ai
15.aiは、かつて存在した、人気メディアに登場する架空のキャラクターの音声を人工知能で合成する無料の非営利ウェブサービス。このサービスはマサチューセッツ工科大学の人工知能研究者「15」が開発しており、ゲームやテレビ番組、映画のキャラクターにリアルタイム以上の速さで感情豊かな言葉を発させることができた。わずかな学習データで説得力のある音声を生成できる点が特徴で、サービス名の「15.ai」は、15秒の音声データでキャラクターの声を再現できることに由来している。このサービスは、AIブーム初期における生成AI応用の先駆的な例となった。
15.aiは2020年3月にサービスを開始した。その後2021年初頭にYouTubeやTwitterなどのSNSで話題となり、注目を集めた。特に『マイリトルポニー〜トモダチは魔法〜』『チームフォートレス2』『スポンジ・ボブ』などの作品のファンコミュニティで急速に広がりを見せた。このサービスの特徴は、絵文字による感情表現の制御や、音声記号による正確な発音調整が可能な点であった。15.aiは、AIによる音声複製（音声ディープフェイク）を一般に普及させた最初の主要プラットフォームとして評価されている。
15.aiの効率的な音声合成技術と感情表現への独自のアプローチは、その後のAI音声合成技術の発展に大きな影響を与えた。2022年1月には、声優のトロイ・ベイカーと提携していたVoiceverse NFTが、15.aiの成果を無断で流用していた問題が発覚し、物議を醸した。このサービスは最終的に2022年9月にサービスを終了した。

### 解説
1. ↑  「リアルタイム以上の速さ」とは、生成される音声の実際の長さより短い時間で処理が完了することを指す。たとえば、10秒の音声データを10秒以内で生成できる場合、リアルタイムより速いと判断される。